# 視科系統
視科系統有限公司(英: Pixel Magic Systems Ltd.)是一家影像設備製造商，於2003年成立。視科系統總部位於香港，在美國等地開設了分公司。視科系統開發了全球第一台基於Linux的影像處理器「Crystalio」。視科系統獲香港工業獎的產品設計獎和技術成就獎，以及CES Expo 2005的創新設計和工程大獎。

## 產品

### Magic TV
Magic TV是地面數碼電視錄影機和機頂盒品牌。Magic TV以Linux為作業系統。

#### 型號
- MTV3000
  - Magic TV首型號
  - 緊湊機箱
  - 獲得TVB互動功能標籤，支援TVB互動資訊及增值電視服務[4]
- MTV3100
  - 緊湊機箱
  - 數碼CMOS矽調諧器
- MTV3100D
  - 緊湊機箱
  - 數碼CMOS矽調諧器
  - 雙調諧器
- MTV3500
  - 中等尺寸機箱
  - 內置500GB硬碟
- MTV3600D
  - 中等尺寸機箱
  - 內置500GB硬碟
  - 數碼CMOS矽調諧器
  - 雙調諧器
- MTV5000
  - 全尺寸機箱
  - 內置500GB硬碟
  - e-SATA
  - HDMI1.3
  - 前面板按鍵
- MTV5000D
  - 全尺寸機箱
  - 內置500GB硬碟
  - e-SATA
  - HDMI1.3
  - 前面板按鍵
  - 雙調諧器
- MTV3200D
  - 緊湊機箱
  - 雙調諧器
  - 數碼CMOS矽調諧器
  - 處理器速度快66%[5]
  - 可在中國大陸地區使用
  - HDMI1.3
- MTV3700D
  - 中等尺寸機箱
  - 雙調諧器
  - 內置500GB硬碟
  - 數碼CMOS矽調諧器
  - 處理器速度快66%[5]
  - 可在中國大陸地區使用
  - HDMI1.3
- MTV7000D
  - 全尺寸機箱
  - 內置500GB硬碟
  - 數碼CMOS矽調諧器
  - HDMI1.3
  - 前面板按鍵
  - 錄影輸入
  - 雙調諧器
  - Magic Link[5]
  - 處理器速度快66%[5]
  - 可在中國大陸地區使用
- MTV3600TD(Freeview New Zealand)
  - 中等尺寸機箱
  - 內置500GB硬碟
  - 雙調諧器
- MTV3600TD-AU(Freeview Australia)
  - 中等尺寸機箱
  - 內置硬碟
  - 雙調諧器
- MTV3700TD(Freeview Australia)
  - 中等尺寸機箱
  - 內置硬碟
  - 雙調諧器

### 功能
1. 支援Wi-Fi[6]
2. RSS網絡新聞功能、天氣[6]
3. 網絡軟件更新[6]
4. 遙距錄影[7]
5. 增強電子節目表 i EPG [5]

## Crystalio

### II
- VPS3100
- VPS3300
- VPS3800